# Quad pumped

Comparazione delle trasmissioni a seconda del data rate

Il termine Quad Pumped (conosciuto anche come Quad Data Rate) indica una particolare tecnica sviluppata da Intel per la trasmissione delle informazioni attraverso il BUS di sistema, ovvero tra il chipset e il processore, ed è stato introdotto per la prima volta a fine 2000 con il primo Pentium 4 Willamette, basato sull'architettura NetBurst, e poi conservato per tutte le CPU successive della casa.

## Caratteristiche tecniche
Il cosiddetto BUS Quad Pumped è in grado di trasmettere i dati sia durante il "fronte di salita" del clock, sia durante il "fronte di discesa", in maniera del tutto analoga a quanto avviene nelle memorie di tipo DDR (e successive generazioni). Nel BUS Quad Pumped si aggiunge anche un'altra caratteristica rispetto a quanto avviene nelle memorie citate: sono presenti 2 segnali di clock indipendenti, sfasati di 90° tra di loro, in modo da ottenere la trasmissione di 4 bit per ogni ciclo di clock. È proprio da questa caratteristica, che di fatto quadruplica l'ampiezza di banda, che nasce il nome Quad Pumped.
Nella sua prima incarnazione, all'interno del Pentium 4 Willamette, il BUS indicato da Intel era di 400 MHz; nella realtà era un BUS a 100 MHz che per effetto della tecnologia Quad Pumped aveva la stessa ampiezza di banda (3,2 GB/s) di un tradizionale BUS funzionante a 400 MHz. Nel tempo, la tecnologia è migliorata molto arrivando, agli inizi del 2008 a ben 1600 MHz, fornendo alle CPU Intel di ultima generazione un'ampiezza di banda di 12,8 GB/s.

## CPU dotate di BUS Quad Pumped
A partire dalla prima apparizione del BUS Quad Pumped all'interno del primo Pentium 4 Willamette, si sono poi succedute diverse generazioni di Pentium 4, seguite poi dai primi processori dual core Intel, i Pentium D, e i successivi Core 2 Duo, Core 2 Quad e Core 2 Extreme, per non parlare poi dell'applicazione della stessa tecnologia anche nei processori Xeon destinati al settore server e ai Pentium M e Core Duo pensati per alcune delle varie generazioni della piattaforma Centrino (e le sue successive derivazioni). La tabella seguente riporta un elenco dei processori, e nello specifico dei core, dotati di BUS Quad Pumped, arrivati sul mercato, e della frequenza massima raggiunta da tale BUS in ciascun core:
| Nome commerciale        | Nome in codice | Frequenza del BUS |
| ----------------------- | -------------- | ----------------- |
| Pentium 4               | Willamette     | 400 MHz           |
| Pentium 4               | Northwood      | 400/533/800 MHz   |
| Pentium 4               | Prescott       | 533/800 MHz       |
| Pentium 4               | Cedar Mill     | 800 MHz           |
| Pentium 4 EE            | Prescott       | 800/1066 MHz      |
| Celeron                 | Willamette     | 400 MHz           |
| Celeron                 | Northwood      | 400 MHz           |
| Celeron D               | Prescott-V     | 533 MHz           |
| Celeron D               | Cedar Mill     | 533 MHz           |
| Pentium D               | Smithfield     | 533/800 MHz       |
| Pentium D               | Presler        | 800 MHz           |
| Pentium Extreme Edition | Smithfield     | 533/800 MHz       |
| Pentium Extreme Edition | Presler        | 800/1066 MHz      |
| Core 2 Duo              | Conroe         | 1066/1333 MHz     |
| Core 2 Duo              | Merom          | 667/800 MHz       |
| Core 2 Duo              | Allendale      | 800/1066 MHz      |
| Core 2 Duo              | Wolfdale       | 1333 MHz          |
| Core 2 Duo              | Ridgefield     | 1066 MHz          |
| Core 2 Duo              | Penryn         | 800/1066 MHz      |
| Core 2 Quad             | Kentsfield     | 1066 MHz          |
| Core 2 Quad             | Yorkfield      | 1333 MHz          |
| Core 2 Extreme          | Conroe         | 1066 MHz          |
| Core 2 Extreme          | Kentsfield     | 1066/1333 MHz     |
| Core 2 Extreme          | Yorkfield      | 1333 MHz          |
| Core 2 Extreme          | Merom          | 800 MHz           |
| Pentium Dual Core       | Conroe-L       | 800 MHz           |
| Celeron (serie xxx)     | Conroe-L       | 800 MHz           |
| Celeron Dual Core       | Conroe-L       | 800 MHz           |
| Core Duo                | Yonah          | 533/667 MHz       |
| Core Solo               | Yonah          | 533 MHz           |

## Abbandono della tecnologia Quad Pumped
A fine 2008 è arrivata la nuova architettura Nehalem, successiva alla Intel Core Microarchitecture dei Core 2 Duo (e derivati), che ha portato con sé una vera e propria rivoluzione nell'approccio al BUS di sistema nei processori Intel. Il tradizionale BUS Quad Pumped ha lasciato il posto ad un nuovo tipo di BUS seriale, conosciuto come Intel QuickPath Interconnect ed è simile all'HyperTransport utilizzato dalla rivale AMD già dal 2003.